# KL Draconis
KL Draconis is een dubbelster in het sterrenbeeld Draak waarvan de componenten, twee heliumrijke witte dwergen, in 25 minuten om elkaar heen draaien. De afstand tussen de componenten bedraagt ongeveer de helft van de afstand tussen de Aarde en de Maan. 
De dubbelster was al eerder waargenomen in 1998, men ging er toen echter van uit dat het een dwergster betrof die als supernova was geëxplodeerd in een ver sterrenstelsel en die de naam SN1998di kreeg. Later werd met behulp van het Observatorium Roque de los Muchachos, het Observatorium Armagh en de ruimtetelescoop Swift duidelijk dat het een dubbelster betrof met "slechts" periodieke dwergnova uitbarstingen. 
De uitbarstingen vinden elke twee maanden plaats en wel zo regelmatig, dat één nova succesvol kon worden voorspeld. De novae worden veroorzaakt door de grootste component die zich als vampierster gedraagt. De van haar begeleider opgezogen materie verzamelt zich in een accretieschijf. De snelheid waarmee de massa zich verplaatst, bedraagt miljoenen kilometers per uur. Slechts een kleine hoeveelheid helium bereikt het oppervlak van de ster, die vervolgens oplicht in röntgenstraling, zichtbaar en ultraviolet licht. Wanneer een bepaalde hoeveelheid massa zich eenmaal in de accretieschijf heeft verzameld, vindt een nova-uitbarsting plaats.
Deze novae zijn anders van aard dan novae die optreden wanneer waterstof wordt verzameld in een accretieschijf. De explosies stralen sterk ultraviolette straling uit, maar slechts weinig röntgenstraling.